# Alappuzha (district)
Alappuzha (in Malayalam: ആലപ്പുഴ) is een district van de Indiase deelstaat Kerala.
Het district telt 2.105.349 inwoners (2001) en heeft een oppervlakte van 1414 km². Daarmee is het, zelfs voor Kerala en India, een dichtbevolkt gebied.
De hoofdstad van het district, de havenplaats Alappuzha, staat historisch bekend als Alleppey, er wonen 175.000 mensen. Noordelijker ligt de stad Cherthala.
Het is een waterrijk gebied: niet alleen strekt het district zich uit langs de Indische Oceaan, maar ook zijn er de Backwaters (langgerekte brakwaterlagunes) en zijn er vele kanalen.
Economisch belangrijk zijn de productie van kokosvezel en het toerisme.

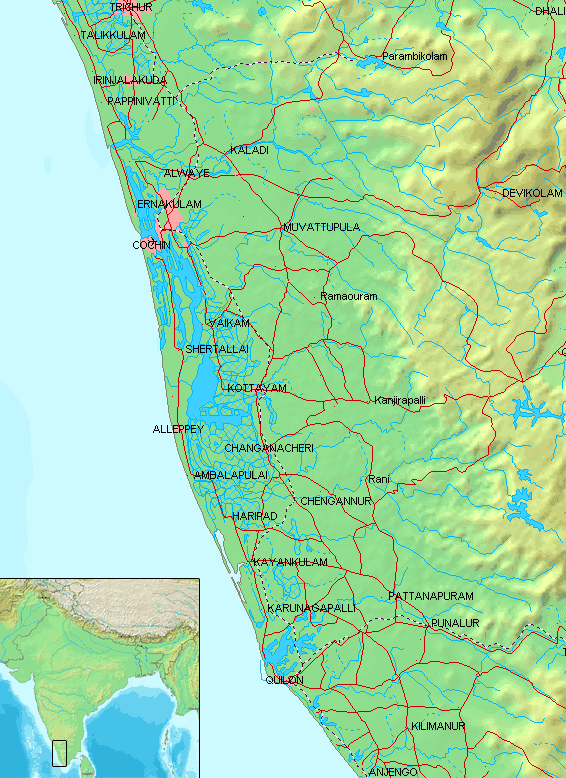
locatie in Kerala en India
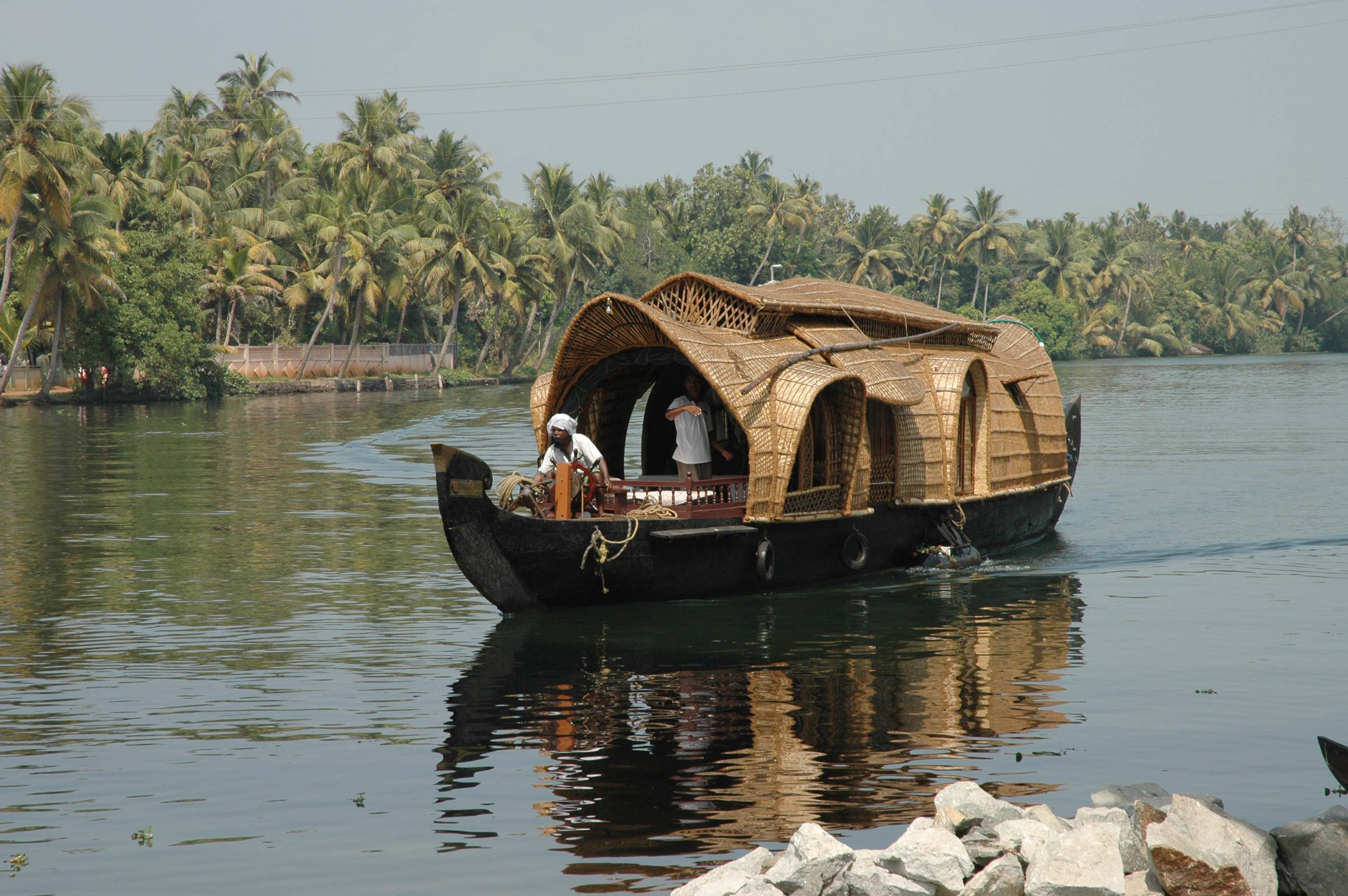
woonboot op de "backwaters"
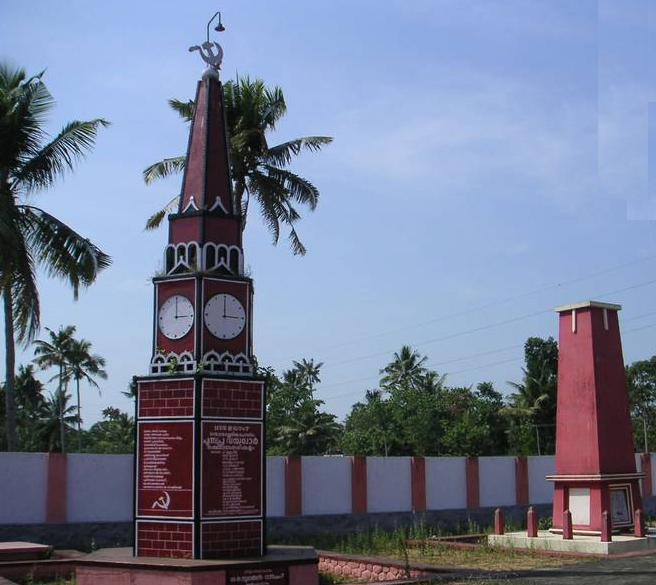
monument voor communistische martelaren
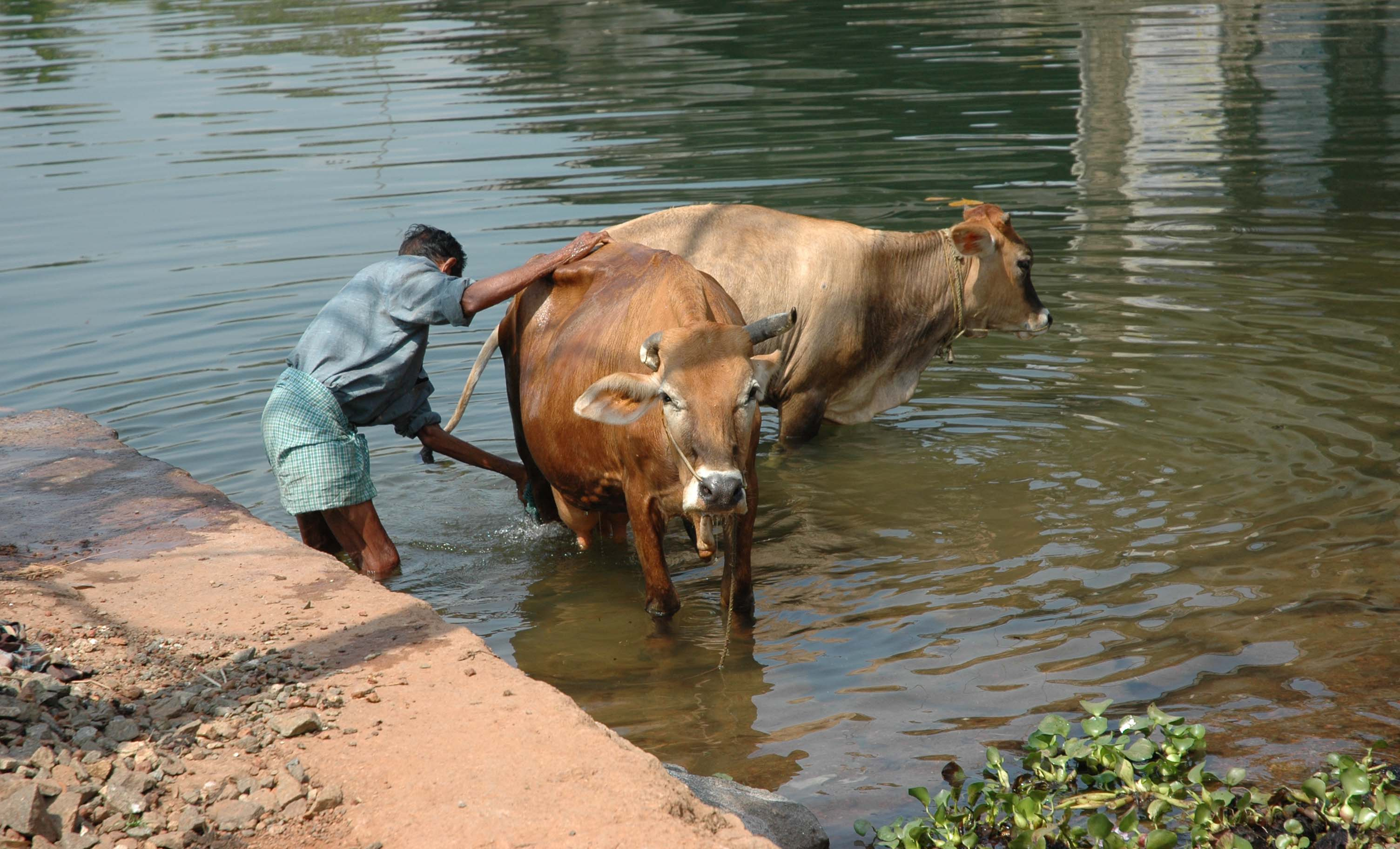
de koeien worden gewassen (op zaterdag?)

Hoofdstad: Thiruvananthapuram
Districten: Alappuzha · Ernakulam · Idukki · Kannur · Kasaragod · Kollam · Kottayam · Kozhikode · Malappuram · Palakkad · Pathanamthitta · Thrissur · Trivandrum · Wayanad